# تاكيشي موري
تاكيشي موري (باليابانية: 森赳) (و. 1894 – 1945 م) هو عسكري، من اليابان، ولد في كوتشي، ويحمل رتبة عسكرية فريق، توفي في طوكيو، عن عمر يناهز 51 عاماً.